# 印度—巴拉圭關係
印度－巴拉圭关系是指巴拉圭和印度之間的雙邊關係。两国关系友好，且在重大國際問題上多次相互支持。兩國均為七十七國集團成員國。

## 政治交流
巴拉圭于1961年9月13日与印度建立正式外交关系。2006年3月，巴拉圭在印度首都新德里建立大使馆，随后在加尔各答、孟买、金奈建立名誉领事馆，2009年，首任驻印度大使赫那罗·比森特（西班牙語：Genaro Vicente Pappalardo Ayala）到任。
1996年，兩國簽署了關於給予持外交、公務護照人員免簽證的協議。
2010年，两国外交部建立了外交磋商机制。两国外交部就貿易投資、農業、旅遊、技術合作、南方共同市場和聯合國安理會改革等事项進行了协商。
2012年，巴拉圭总统費爾南多·盧戈率团访问印度，成为首个访问印度的巴拉圭总统，访问期间，他得到了印度总统普拉蒂巴·帕蒂尔的接见。
2019年，印度副總統溫凱亞·奈都首次對巴拉圭進行了訪問，這是兩國於1961年建交後，印度國家領導人第一次訪問巴拉圭。
2020年12月30日，印度部長聯盟理事會批准在巴拉圭首都亚松森设立大使馆，此前，印度对巴拉圭的相关事务由驻阿根廷大使馆兼辖。2021年，印度在亚松森建立大使馆。首任常驻大使约格什瓦尔·桑万（英語：Yogeshwar Sangwan）于翌年2月5日到任，3月7日，桑万向巴拉圭外交部递交国书。

## 经贸关系

### 双边贸易
据經濟複雜性研究中心统计，2020年，巴拉圭向印度出口了1.66亿美元，主要出口大豆油，出口额占出口印度产品总额的94%。印度也是巴拉圭在亚洲的第一大出口伙伴，占巴拉圭总出口额的1.91%。同年，印度向巴拉圭出口了2.1亿美元，主要出口精炼石油、农药等工业产品。印度政府亦有意与巴拉圭在纺织、钢、铁、绿色能源和开发信息与技术等领域开展深入的贸易交流。

### 相互投资
两国相互投资有限，印度汽车企业马亨德拉、塔塔集团等企业已经在巴拉圭建立了分销店，在东方市、阿耶斯总统省等地亦有其他印度企业参与了投资。2022年6月，印度驻巴拉圭大使约格什瓦尔·桑万在访问巴拉圭东方市时表示，印度在巴拉圭投资的优势众多。一些印度企业亦有兴趣在巴拉圭查科地区勘探铁矿。

## 援助
2021年4月，为应对2019冠状病毒病疫情，巴拉圭政府从印度采购了200萬劑疫苗，其后，印度政府亦另外贈送了10萬劑疫苗，以协助巴拉圭应对2019冠状病毒病疫情。

## 人文交流

### 侨民
2022年4月，共有600名印度人居住在巴拉圭，他们主要分布在该国第二大城市东方市，主要从事商贸零售等服务业。

### 文教
印度饮食、艺术在巴拉圭的影响力与日俱增，瑜伽、印度电影等也开始受到巴拉圭人的关注。至2022年，印度政府为10名巴拉圭学生提供了奖学金，当时，共有9名巴拉圭外交人员在苏诗玛·斯瓦拉吉学院接受了高级培训。